# Long Zehuang
Long Zehuang (chinesisch 龙泽煌, Pinyin Lóng Zéhuáng; * 28. Dezember 1996) ist ein chinesischer Snookerspieler aus Guangdong. 2023 qualifizierte er sich für die Profitour.

## Karriere

### Jugend und Qualifikation für die Profitour
Long Zehuang stammt aus Foshan in der südchinesischen Provinz Guangdong. Er war ein erfolgreicher Jugendspieler und hatte mehrere Erfolge bei nationalen Jugendturnieren vorzuweisen. Mit 17 Jahren trat er erstmals im internationalen Snooker in Erscheinung, als er ab 2013 an den Asienturnieren der Players Tour Championship teilnahm. Meist schied er gleich wieder aus, nur bei den Yixing Open 2014 kam er nach zwei Siegen über Landsleute in Runde drei. Die PTC-Turniere wurden 2016 eingestellt. Daneben spielte er auch erfolgreich in anderen Billarddisziplinen. 2015 erreichte er bei der U19-Weltmeisterschaft im 9-Ball das Finale und holte sich den Titel.
2018 ging Long nach England, um sich über die Q School für die Profitour zu qualifizieren. Im ersten Jahr gewann er nur einzelne Spiele, aber 2019 kam er im zweiten Turnier ins Gruppenhalbfinale und im dritten Turnier stand er im Entscheidungsspiel, das er nur knapp mit 3:4 gegen Barry Pinches verlor. Trotz verpasster Qualifikation durfte er danach zweimal als Nachrücker an Profiturnieren teilnehmen.
Long kehrte wieder nach China zurück und spielte auf der nationalen CBSA China Tour, wo es ebenfalls die Möglichkeit gab, auf die Profitour zu kommen. Außerdem ging er zum Trainieren nach Shanghai, wo Topspieler Ding Junhui einen Club eröffnet hatte. 2023 unternahm er noch einmal einen ernsthaften Q-School-Anlauf. Während er im ersten Turnier noch knapp im Viertelfinale mit 3:4 am späteren Sieger Jiang Jun scheiterte, schaffte er es beim zweiten Mal ins Entscheidungsspiel. Mit 4:1 über den Ex-Profi Chen Feilong sicherte er sich mit 26 Jahren zwei Jahre auf der Profitour.

### Profijahre
Seine Profikarriere begann er mit einem Sieg über Ali Carter in der Championship League 2023. Er blieb im Turnier ungeschlagen, vier Unentschieden waren aber zu wenig für die Finalgruppe. Danach tat er sich schwer und nach mehreren Auftaktniederlagen gelang ihm erst bei der International Championship der erste Sieg in einem K.-o.-Spiel mit 6:5 gegen Yuan Sijun. Bei einem anderen Sonderformat, dem Shoot-Out, war er dagegen wieder sehr erfolgreich: Er schlug unter anderem Tom Ford und Noppon Saengkham und erreichte das Achtelfinale. Danach folgten wieder frühe Niederlagen, Runde 3 beim World Open 2024 war sein bestes Ergebnis bei einem größeren Turnier. In die Saison 2024/25 startete er mit einem Ausrufezeichen: Mit fünf Siegen und nur einer Niederlage spielte er sich bis in die Finalrunde seiner zweiten Championship League und mit drei Unentschieden erreichte er am Ende den geteilten 5. Platz im Turnier. Erneut folgte aber danach wieder eine Reihe früher Niederlagen. Dann schlug er aber bei den Wuhan Open zum Auftakt den Weltranglistenvierten Mark Selby mit 5:4 und ließ unter anderem ein 5:0 gegen Jackson Page und ein 5:1 gegen Jack Lisowski folgen. Erst im Halbfinale war mit 4:6 gegen Xiao Guodong Schluss, der anschließend das Turnier gewann. In den folgenden Turnieren zeigte er zwar immer noch keine konstante Leistung, aber die Ergebnisse wurden besser und das Erreichen des Achtelfinals bei den Scottish Open mit Siegen über Gary Wilson und Joe O’Connor war ein weiterer Erfolg. Damit sicherte er auch Platz 58 in der Weltrangliste ab und damit der Verbleib auf der Profitour.